# Тимур Бег
Тимур Бег (уйг. تیمور بیگ), також відомий як Тимур Сіджан (генерал дивізії) — військовий лідер уйгурських повстанців у Сіньцзяні в 1933 році. Він брав участь у битві за Кашгар 1933 року, а раніше брав участь у Турпанському повстанні (1932). Він асоціювався з тюркською націоналістичною партією «Молодий Кашгар» і призначив себе «Тимур- шахом». Він та інші уйгури, такі як брати Бугра, хотіли відокремитися від Китаю. У серпні 1933 року його війська були атаковані 36-ю дивізією китайських мусульман Національно-революційної армії під командуванням генерала Ма Чжаньцана. Тимура застрелили в Кашгарі.